# C2H5FO
化学式C2H5FO（摩尔质量：64.06 g/mol）可能指：
- 2-氟乙醇，CAS号：371-62-0
- 氟甲醚（氟甲基甲醚），CAS号：460-22-0

|  | 这个同类索引页列出了具有相同分子式的化学物（即同分異構體）条目。 除非您是有意链接至本页，否则应将相应条目的内部链接指向正确的条目。 |